# Parque Quase-Nacional Sobo-Katamuki
O Parque Quase-Nacional Sobo Katamuki é um parque quase-nacional localizado nas prefeituras japonesas de Oita e Miyazaki. Estabelecido em 25 de março de 1965, tem uma área de 22 mil hectares.